# 雨津さえ
雨津 さえ（あまつ さえ）は日本の女性声優。主にアダルトゲームに声をあてている。

## 出演作品
太字は主役・メインキャラクター

### ゲーム

#### 2006年
- 仮面の拷問士（ミエル・ファルケ）[1]

#### 2007年
- 凌辱学園長/奴隷倶楽部 〜読心調教録〜（鈴木 郁美）[2]

#### 2008年
- 反逆のベレッタ 〜淫獄に堕散る戦士〜（ベレッタ）[3]

#### 2009年
- 万引き人妻の柔肌 肉刑に処す!! 〜満足するまで反省しませ〜ん〜（白波 小夜子）[4]
- LOVEMILF（北野 多香子）[5]

#### 2010年
- 馴染みのオバちゃん 〜バツイチ熟女と淫乱未亡人〜（山岸 佐知子）[6]

#### 2011年
- 発情エクソシスト! 〜祓うと発情するお嬢様に仕えてます。〜（青女）[7]
- LILITH-IZM07 〜俺のペット編〜（青女）[8]